# Bernardo Guimarães

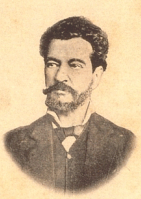
Bernardo Guimarães

Bernardo Joaquim da Silva Guimarães (pronunție în portugheză [beʁˈnaʁdu ɡimaˈɾɐ̃jʃ]; n. 15 august 1825 - d. 10 martie 1884) a fost un scriitor brazilian.
Este cunoscut în special pentru romanul "Sclava Isaura" (A Escrava Isaura), a cărui ecranizare a fost difuzată și în România în perioada anilor 1980.
A deținut și funcția de președinte al Academiei Literare Braziliene (Academia Brasileira de Letras).